# Casper Van Dien
Casper Robert Van Dien VI (* 18. prosince 1968) je americký herec, režisér a producent.

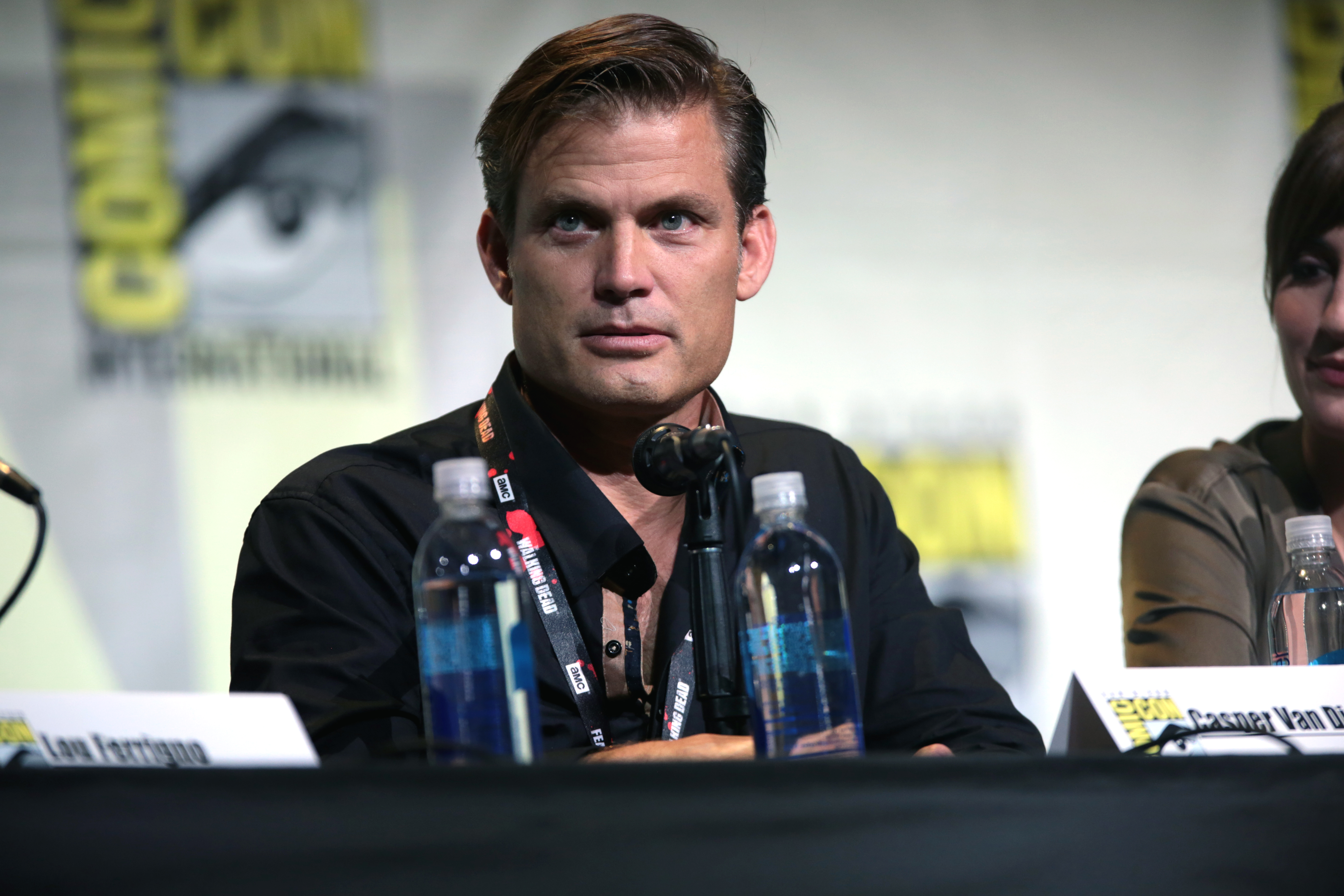
Van Dien v roce 2016

## Život
Začínal v televizi, zahrál si např. v seriálech Doktorka Quinnová, Ženatý se závazky, Krajní meze či Beverly Hills 90210. První výraznější roli získal v televizním snímku Pán šelem – Braxovo oko (1996). Proslavil se především díky filmu Hvězdná pěchota (1997). Zahrál si i v pokračováních Hvězdná pěchota 3: Skrytý nepřítel (2008) a Starship Troopers: Záchrana Marsu (2017) a nadaboval stejnojmennou hru. Na úspěch Hvězdné pěchoty se mu již nikdy nepodařilo navázat a jako herec klesl skoro až na úplné dno.
Mezi jeho kvalitnější a známější filmy patří Pohraničí (1998), Ospalá díra (1999), Katastrofy (1999), Partneři (2000), Velký grand (2003), Hollywoodský hmyz (2005), Veterán (2006), Ruka mrtvého muže (2008), Motorkář (2011), Hrůzná minulost (2012) a Alita: Bojový Anděl (2018). Objevil též v seriálech Můj přítel Monk, Havaj 5-0 či Mortal Kombat: Legacy.
V roce 2016 si zahrál ve snímku Showdown in Manila, ve kterém se sešla eskadra vyhaslých béčkových herců: Matthias Hues, Cynthia Rothrock, Olivier Gruner, Mark Dacascos, Don Wilson a Cary-Hiroyuki Tagawa.
V roce 2002 si zahrál ve filmu Pravidla vášně, ale jeho role byla vystřižena.